# HEAVEN (加藤ミリヤのアルバム)
『HEAVEN』（ヘブン）は、日本のシンガーソングライター・加藤ミリヤの5枚目のオリジナル・アルバム。2010年7月28日にSony Music Records内のレーベルMASTERSIX FOUNDATIONから発売された。

## 概要
オリジナルアルバムとしては『Ring』から約1年3ヶ月ぶりの発売となる。前作以降に発売されたシングル曲3曲、カップリング曲1曲を含む全16曲が収録されている。初回生産限定盤にはDVDが付属。
初回生産限定盤と通常盤の2形態でリリースされた。初回生産限定盤にはミュージック・ビデオとライブ映像を収録したDVDが付属し、オリジナル限定ジャケット（初回仕様とは写真の内容が異なる）と三方背BOX仕様となっている。初回仕様特典として、別冊スペシャル・フォトブック「HEAVEN'S DOOR」が封入されている。なお、初回生産限定盤に限っては現在、入手困難となっている。
今作では、スピッツの「ロビンソン」をサンプリングした「X.O.X.O.」、DAISHI DANCEとの初タッグのプロデュース曲「I miss you」、m-floの☆Taku Takahashiをプロデューサーに迎えた「Endless Love」、VERBALをフィーチャーした「Baby I See You feat. VERBAL (m-flo)」などが収録されている。
このアルバムを引っさげて、全国ツアー「SAMOURAI WOMAN Vanity presents 加藤ミリヤ “ETERNAL HEAVEN” TOUR 2010-2011 supported by Kawi Jamele」に乗り出す。

## チャート成績
オリコンチャートでは『BEST DESTINY』以来2作目となる1位を獲得。スタジオ・アルバムとしては初の首位獲得を果たした。

## 収録曲

### CD
1. BYE BYE (4:46)
作詞・作曲：Miliyah / 編曲：Shinichiro Murayama
  - 16thシングル表題曲
  - TBS系「CDTV」2010年4月度オープニングテーマ
2. Last Love (5:27)
作詞・作曲：Miliyah / 編曲：Shinichiro Murayama
  - 17thシングル表題曲
3. I miss you (5:12)
作詞・作曲：Miliyah / 編曲：DAISHI DANCE
4. X.O.X.O. (3:41)
作詞：Miliyah / 作曲：Miliyah、Masamune Kusano / 編曲：3rd Productions
  - テレビ東京系「DANCE@TV」エンディングテーマ
  - アルバムリード曲
  - スピッツの楽曲「ロビンソン」をサンプリング。
5. HEAVEN (5:34)
作詞・作曲：Miliyah / 編曲：Tomokazu "T.O.M." Matsuzawa
6. Baby I See You feat. VERBAL (m-flo) (6:33)
作詞・作曲：Miliyah、VERBAL
  - ゴールド認定（シングルトラック、日本レコード協会）[2]
7. 空 (4:50)
作詞・作曲：Miliyah / 編曲：Nao Tanaka
8. WHY (4:13)
作詞・作曲：Miliyah / 編曲：Shinichiro Murayama
  - 15thシングル表題曲
  - au LISMOドラマ「婚前特急 -ジンセイやっぱ21から-」主題歌
9. FREE (5:06)
作詞・作曲：Miliyah / 編曲：ZETTON
10. Endless Love (4:41)
作詞・作曲：Miliyah / 編曲：☆Taku Takahashi (m-flo)
11. Sweet Angel (4:34)
作詞・作曲：Miliyah / 編曲：MANABOON
12. Destiny (3:47)
作詞：Miliyah / 作曲：Miliyah、Jeff Miyahara / 編曲：Jeff Miyahara
  - 15thシングルカップリング曲
  - アスミック・エース、角川配給映画「ニュームーン/トワイライト・サーガ」イメージソング
13. B.F.F. (4:10)
作詞・作曲：Miliyah / 編曲：Tomokazu "T.O.M." Matsuzawa
14. Don't wanna let go (3:09)
作詞・作曲：Miliyah / 編曲：Bach Logic
15. Silent Ocean (5:13)
作詞・作曲：Miliyah / 編曲：3rd Productions
16. 終わりなき哀しみ (3:53)
作詞・作曲：Miliyah / 編曲：Shinichiro Murayama

### 初回生産限定盤DVD
| #  | タイトル                      | 作詞 | 作曲・編曲 |
| -- | ----------------------------- | ---- | ---------- |
| 1. | 「WHY」                       |      |            |
| 2. | 「Destiny」                   |      |            |
| 3. | 「BYE BYE」                   |      |            |
| 4. | 「Sensation feat.Kento Mori」 |      |            |
| 5. | 「Last Love」                 |      |            |

| #  | タイトル                                    | 作詞 | 作曲・編曲 |
| -- | ------------------------------------------- | ---- | ---------- |
| 1. | 「SAYONARA ベイベー」                       |      |            |
| 2. | 「Medley: Kiss〜TOUGH〜LALALA〜Love is...」 |      |            |
| 3. | 「20 -CRY-」                                |      |            |
| 4. | 「Time is Money」                           |      |            |
| 5. | 「Aitai」                                   |      |            |
| 6. | 「19 Memories」                             |      |            |
| 7. | 「Love Forever w/清水翔太」                 |      |            |